# Bernhard Busch
Bernhard Busch, nemški rokometaš, * 3. november 1954.
Leta 1976 je na poletnih olimpijskih igrah v Montrealu v sestavi nemške rokometne reprezentance osvojil četrto mesto.